# Kadudodol
Kadudodol is een bestuurslaag in het regentschap Pandeglang van de provincie Banten, Indonesië. Kadudodol telt 3115 inwoners (volkstelling 2010).